# Jordan Motors
Jordan Motors Co. est une entreprise taïwanaise spécialisée dans la confection de petits moteurs (pour scooters, et vélomoteurs), le plus souvent à deux temps. Elle exporte ses produits dans plusieurs pays, particulièrement le scooter de 50 cm³ qui est le produit le plus populaire.
En 2001, elle a reçu les prix Innovation Research Award et Good design product Award.